# Ksenia Semenova
Ksenia Andreyevna Semenova, em russo: Ксения Андреевна Семёнова, (Tula, 20 de outubro de 1992) é uma ex-ginasta russa que competiu em provas de ginástica artística. Ela foi campeã mundial na prova das barras assimétricas no Campeonato Mundial de 2007, realizado em Stuttgart.
Semenova fez parte da equipe russa que disputou os Jogos Olímpicos de 2008 em Pequim e terminou em quarto lugar, além de ser a russa melhor classificada no concurso geral, também com a quarta posição, atrás das norte-americanas Nastia Liukin e Shawn Johnson e da chinesa Yilin Yang.

## Carreira
A jovem ginasta iniciou sua carreira sob os cuidados de sua mãe, Elena Pervova, técnica da modalidade, antes de começar a treinar com Marina Nazarova, em Moscou. Ksenia cresceu no mundo da ginástica e segundo suas próprias palavras, deu os primeiros passos em tablados. Porém, seu treinamento propriamente dito, iniciu-se apenas três anos mais tarde.
Em 2000, a jovem ginasta de até então oito anos, foi oficialmente introduzida nas competições artísticas. O princípio fora complicado, pois apesar de estar sempre envolvida com o desporto, sua família não acreditava em seu talento, além de não ter dinheiro suficiente para patrociná-la. Nesse mesmo ano, a menina teve a oportunidade de conhecer Svetlana Khorkina, que a inspirou a se tornar ginasta profissional e a ter como melhor aparato, as barras assimétricas. Mais tarde, Ksenia mudou-se para Moscou, onde começou a treinar com Nazarova.
Semenova tornou-se ginasta nacional sênior no ano de 2007 e tem como principal aparelho as barras assimétricas, que em seu ano de estreia, lhe renderam as medalhas de ouro nas etapas de Moscou e Glasgow da Copa do Mundo e na final por aparelhos na Alemanha, no Campeonato Mundial em 2007. Ao fim do ano seguinte, uma lesão na mão após a campanha olímpica - na qual foi quarta colocada geral -, retirou a ginasta da disputa da Final da Copa do Mundo, onde teria como principal adversária a chinesa Kexin He, campeã olímpica das paralelas assimétricas.
A fim de treinar para a competição continental, Semenova participou do Campeonato Nacional Russo, conquistando duas medalhas de ouro - nas barras assimétricas e solo -, e uma de bronze, no salto. Em seguida, sua primeira grande competição de 2009, após nova mudança no Código de Pontos, foi então o Campeonato Europeu, que contou apenas com as provas individuais. Nele, Ksenia fora o destaque feminino, por disputar quatro finais e conquistar três medalhas. A primeira delas, veio no individual geral, de ouro.. Sua compatriota Ksenia Afanasyeva (prata) e a suíça Ariella Kaeslin completaram este pódio. Nas finais por aparelhos de que participou, apenas na trave de equilíbrio, a ginasta saiu sem pódio. Nas barras assimétricas, Semenova encerrou na segunda colocação, ao não superar a favorita, a britânica Beth Tweddle. No solo, bronze para a atleta russa, com 14,625 pontos, superada pela italiana Vanessa Ferrari e novamente, por Tweddle. Em outubro do mesmo ano, a ginasta, recuperando-se de uma lesão, participou do Mundial de Londres, no qual competiu somente a final do individual geral. Ao somar 54,525, Ksenia atingiu a 13ª colocação, 3,300 pontos atrás da campeã da prova, a norte-americana Bridget Sloan, e 0,700 a menos que sua companheira de equipe, Ekaterina Kurbatova. No mês seguinte, competiu na etapa de Copa do Mundo de Stuttgart, na qual conquistou a medalha de bronze na trave de equilíbrio, em prova vencida pela romena Ana Porgras. Em 2010, no Nacional Russo, em Penza, Ksenia fora medalhista de ouro na trave e por equipes, e vice-campeã na prova geral e no solo; nas barras assimétricas, somou 13,250 pontos, e terminou na quinta colocação.

## Principais resultados
| Ano  | Evento                                    | AA                | Equipe          | Salto sobre o cavalo | Trave             | Barras assimétricas | Solo              |
| ---- | ----------------------------------------- | ----------------- | --------------- | -------------------- | ----------------- | ------------------- | ----------------- |
| 2007 | WOGA Classic                              | Medalha de ouro   |                 | Medalha de prata     | Medalha de ouro   | Medalha de ouro     | Medalha de prata  |
| 2007 | Campeonato Mundial de Ginástica Artística |                   |                 |                      |                   | Medalha de ouro     |                   |
| 2007 | Gymnix International                      | Medalha de prata  | Medalha de ouro |                      | Medalha de ouro   | Medalha de ouro     | Medalha de bronze |
| 2007 | Copa Russa                                | Medalha de ouro   |                 |                      | Medalha de bronze | Medalha de ouro     |                   |
| 2008 | Copa do Mundo – Moscou                    |                   |                 |                      | 4º                | Medalha de ouro     |                   |
| 2008 | Copa do Mundo – Glasgow                   |                   |                 |                      | 4º                | Medalha de ouro     |                   |
| 2008 | Campeonato Europeu                        |                   |                 |                      | Medalha de ouro   | Medalha de ouro     |                   |
| 2008 | Jogos Olímpicos                           | 4º                | 4º              |                      |                   | 6°                  |                   |
| 2009 | Campeonato Europeu                        | Medalha de ouro   |                 |                      | 5º                | Medalha de prata    | Medalha de bronze |
| 2009 | Campeonato Mundial de Ginástica Artístca  | 13º               |                 |                      |                   |                     |                   |
| 2009 | Copa do Mundo - Stuttgart                 |                   |                 |                      | Medalha de bronze |                     |                   |
| 2010 | Campeonato Nacional Russo                 | Medalha de prata  | Medalha de ouro |                      | Medalha de ouro   | 5º                  | Medalha de prata  |
| 2010 | Campeonato Europeu                        |                   | Medalha de ouro |                      |                   |                     |                   |
| 2010 | Copa Russa                                | Medalha de bronze |                 |                      | 5º                | Medalha de bronze   | Medalha de bronze |
| 2010 | Desafio Internacional                     | Medalha de bronze | Medalha de ouro |                      |                   |                     |                   |
| 2010 | Campeonato Mundial de Ginástica Artística |                   | Medalha de ouro |                      |                   |                     |                   |